# 541185 Boldogkői
541185 Boldogkői è un asteroide della fascia principale. Scoperto nel 2011, presenta un'orbita caratterizzata da un semiasse maggiore pari a 2,994234 UA e da un'eccentricità di 0,113463, inclinata di 8,976197° rispetto all'eclittica.